# NF (Rapper)

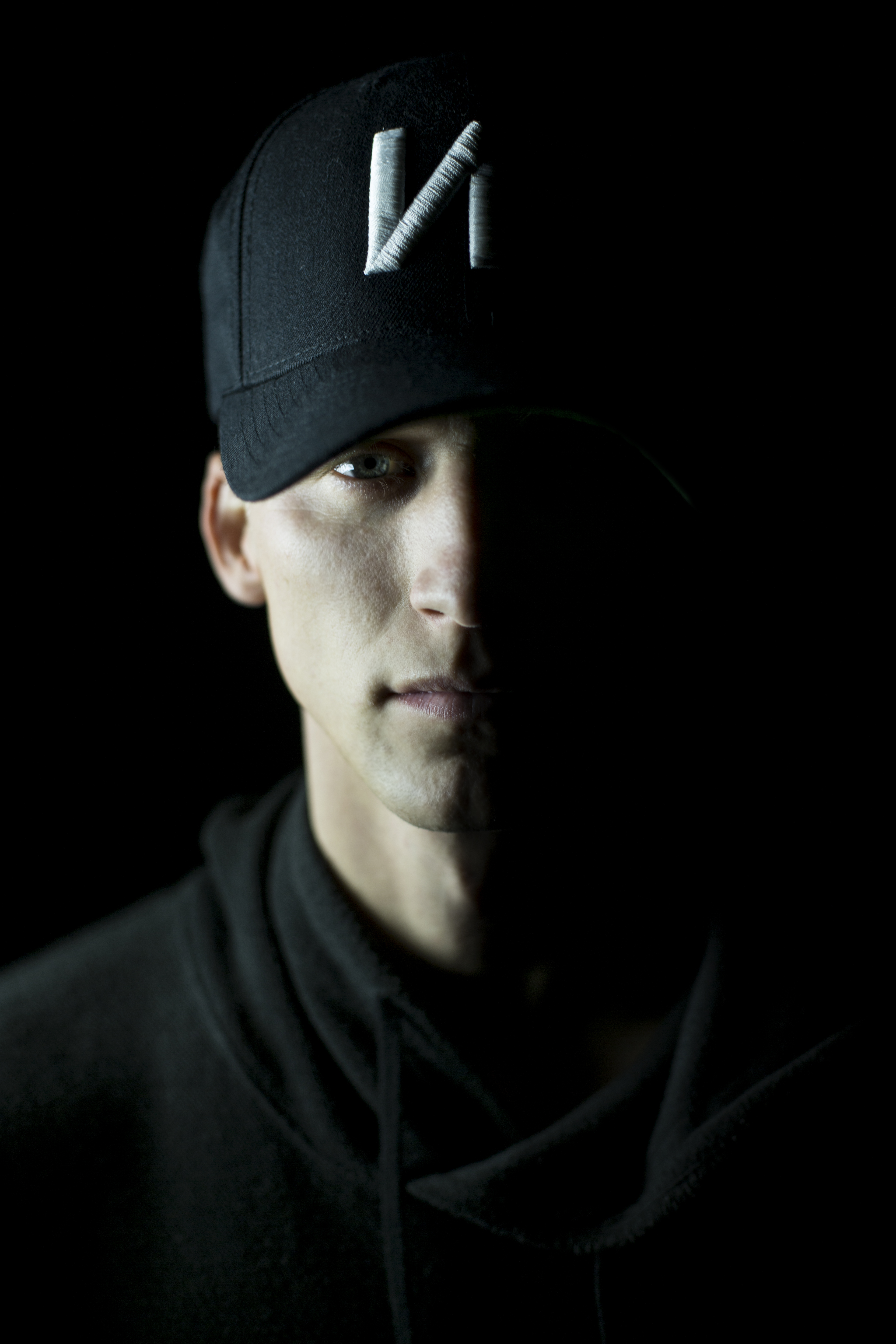
NF (2016)

Nathan „Nate“ John Feuerstein (/ˈfɔɪərstaɪn/; * 30. März 1991 in Gladwin, Michigan), bekannt unter seinem Künstlernamen NF (stilisiert ИF), ist ein US-amerikanischer Rapper und Songwriter. 2014 erschien in Zusammenarbeit mit Capitol CMG das Album NF, mit dem er den Durchbruch in die Billboard-Charts schaffte. Bisher veröffentlichte er sechs Studioalben: Mansion (2015), Therapy Session (2016), Perception (2017), The Search (2019), Clouds (The Mixtape) (2021) und HOPE (2023).

## Leben
NF, geboren am 30. März 1991 als Nathan John Feuerstein in Gladwin, Michigan, lebte nach der Scheidung der Eltern bei seinem Vater. Als er 18 Jahre alt war, nahm sich seine Mutter das Leben. Daraufhin widmete er ihr den Song „How Could You Leave Us“, in dem er seine Sehnsucht nach ihr, die daraus entstandenen psychischen Probleme und seine Vorwürfe gegen sie thematisierte.
Im Jahr 2009 erreichte er den Abschluss an der Gladwin High School, an der er für das Basketball-Team spielte. NF begann seine Karriere auf dem „Fine Arts Festival“ mit Connection Church in Canton, Michigan. Im September 2018 heiratete NF seine Lebensgefährtin Bridgette Doremus. Im August 2021 kam ihr gemeinsamer Sohn zur Welt.

## Karriere
Nach eigenen Angaben begann NF während seiner Kindheit zu rappen. Am 29. November 2010 veröffentlichte er unter seinem bürgerlichen Namen sein Debütalbum Moments, das allerdings von ihm selbst und nicht von einem Label vertrieben wurde. 2012 wurde er von dem Label Xist unter Vertrag genommen, unter dem er am 2. Mai 2012 die EP I’m Free veröffentlichte. Das Album bestand aus neun Titeln, unter anderem dem Track Alone, der drei Monate nach der Veröffentlichung als Singleauskoppelung erschien. Nach Streitigkeiten verließ NF das Label wieder, 2014 unterschrieb Feuerstein bei der Capitol Christian Music Group, die zu Universal Music gehört.
Kurz nach der Vertragsunterzeichnung, am 5. August 2014, veröffentlichte Feuerstein unter Capitol CMG die EP NF. Mit diesem Album schaffte er es erstmals in die Billboard-Charts, wo er bei den Top-Rap-Alben den 15. Platz und bei den Top-Gospel-Alben den vierten Platz erreichte. In einem Review des CCM Magazine erhielt die EP vier Sterne; es wurde zudem angemerkt, dass Feuersteins Stil dem Eminems sehr ähnele. Das erste Studioalbum NFs, Mansion, wurde am 31. März 2015 veröffentlicht.
Am 22. April 2016 erschien NFs zweites Studioalbum Therapy Session. Bereits zwei Wochen im Voraus wurde die Single I Just Wanna Know veröffentlicht, die zweite Auskoppelung Real erschien zeitgleich mit dem Album. Am 8. September 2016 veröffentlichte NF die Single Warm Up, die bis dahin auf keinem Album enthalten war.
Sein drittes Studioalbum, Perception, veröffentlichte NF am 6. Oktober 2017 über sein eigenes Label NF Real Music. Das Album stieg sofort auf Platz eins der Billboard 200 ein. Perception war somit Feuersteins erstes Nummer-Eins-Album, außerdem war er erst der zweite Künstler im Jahr 2017, dessen Album auf Platz eins der Billboard 200 einstieg, ohne vorher in den Billboard Hot 100 aufgeführt worden zu sein. Die erste Single aus dem Album Let You Down, stieg auf Platz 87 der Billboard Hot 100 ein. Nach dem Erfolg des Albums ging NF zusammen mit den Rappern Logic und Kyle auf Tournee. Am 11. Januar 2019 erhielt Perception für eine Million verkaufte Einheiten den Platinstatus der Recording Industry Association of America.
Am 19. Januar sowie am 18. Juni 2018 veröffentlichte NF zwei weitere Singles. Am 30. Mai 2019 erfolgte via YouTube die Veröffentlichung der Single The Search inklusive Musikvideo als erste Auskopplung aus dem gleichnamigen Album, das am 26. Juli 2019 erschienen ist. Am 27. Juni 2019 erschien mit When I Grow Up die zweite, am 12. Juli 2019 mit Time die dritte Single des Albums.
Am 26. März 2021 veröffentlichte NF das Mixtape Clouds (The Mixtape) mit den Singles Paid My Dues, Clouds und Lost.
Am 16. Februar 2023 veröffentlichte NF die Single-Auskopplungen Hope und Motto und kündigte damit zeitgleich die Veröffentlichung seines gleichnamigen Albums an, welches am 7. April 2023 erschien.

## Diskografie
Studioalben

| Jahr | Titel Musiklabel                                 | Höchstplatzierung, Gesamtwochen, AuszeichnungChartplatzierungen (Jahr, Titel, Musiklabel, Platzierungen, Wochen, Auszeichnungen, Anmerkungen) | Höchstplatzierung, Gesamtwochen, AuszeichnungChartplatzierungen (Jahr, Titel, Musiklabel, Platzierungen, Wochen, Auszeichnungen, Anmerkungen) | Höchstplatzierung, Gesamtwochen, AuszeichnungChartplatzierungen (Jahr, Titel, Musiklabel, Platzierungen, Wochen, Auszeichnungen, Anmerkungen) | Höchstplatzierung, Gesamtwochen, AuszeichnungChartplatzierungen (Jahr, Titel, Musiklabel, Platzierungen, Wochen, Auszeichnungen, Anmerkungen) | Höchstplatzierung, Gesamtwochen, AuszeichnungChartplatzierungen (Jahr, Titel, Musiklabel, Platzierungen, Wochen, Auszeichnungen, Anmerkungen) | Anmerkungen                                                 |
| Jahr | Titel Musiklabel                                 | DE | AT | CH | UK | US | Anmerkungen                                                 |
| ---- | ------------------------------------------------ | --- | --- | --- | --- | --- | ----------------------------------------------------------- |
| 2015 | Mansion Capitol Records (UMG)                    | — | — | — | — | US62 Gold · (1 Wo.)US | Erstveröffentlichung: 31. März 2015 Verkäufe: + 540.000     |
| 2016 | Therapy Session Capitol Records (UMG)            | — | — | — | UK— SilberUK | US12 Platin · (10 Wo.)US | Erstveröffentlichung: 22. April 2016 Verkäufe: + 1.100.000  |
| 2017 | Perception NF Real Music / Capitol Records (UMG) | — | — | — | UK— GoldUK | US1 ×2Doppelplatin · (175 Wo.)US | Erstveröffentlichung: 6. Oktober 2017 Verkäufe: + 2.435.000 |
| 2019 | The Search NF Real Music (UMG)                   | DE26 (4 Wo.)DE | AT15 (10 Wo.)AT | CH9 (9 Wo.)CH | UK7 Gold · (12 Wo.)UK | US1 Platin · (114 Wo.)US | Erstveröffentlichung: 26. Juli 2019 Verkäufe: + 1.260.000   |
| 2023 | Hope NF Real Music (UMG)                         | DE6 (6 Wo.)DE | AT3 (9 Wo.)AT | CH1 (8 Wo.)CH | UK2 Silber · (4 Wo.)UK | US2 Gold · (19 Wo.)US | Erstveröffentlichung: 7. April 2023 Verkäufe: + 560.000     |